# Segger Microcontroller Systems
Segger Microcontroller és una empresa de programari i maquinari d'Alemanya que desenvolupa eines per a sistemes incrustats (embedded). El programari consisteix en IDE (Entorn integrat de desenvolupament) i el maquinari en eines de programació i depuració vis JTAG. Segger fou fundad el 1992 i té la seu a Hilden, Alemanya amb oficines a EUA Gardner, Massachusetts.

## Productes
- embOS : sistema operatiu per a equips incrustats (), és un sistema opeartiu en temps real.
- JLINK : emuladors i programadors amb connectivitat JTAG per a les famílies de microprocessadors basats en ARM :  ARM7 / ARM9 / ARM11, Cortex M0 / M0+ / M1 / M3 / M4 / M7, M23, M33, Cortex R4 / R5, Cortex A5 / A7 / A8 / A9 / A12 / A15 / A17 cores, Renesas RX i Microchip PIC32. Models disponibles :

| Model J-Link | Connexió a PC amb Host USB | Connexió a PC Host Ethernet | Connexió a circuit amb connector de 20-pin 0.10" | Connexió a circuit amb altres connectors | Connexió a circuit amb connector ARM JTAG | Connector amb ARM SWD | Connector amb PIC32 ICSP | Màxima velocitat | Màxima velocitat de baixada |
| ------------ | -------------------------- | --------------------------- | ------------------------------------------------ | ---------------------------------------- | ----------------------------------------- | --------------------- | ------------------------ | ---------------- | --------------------------- |
| PRO          | Sí                         | Sí                          | Sí                                               | No                                       | Sí                                        | Sí                    | Sí                       | 50 MHz           | 3 MByte/S                   |
| ULTRA+       | Sí                         | No                          | Sí                                               | No                                       | Sí                                        | Sí                    | Sí                       | 50 MHz           | 3 MByte/S                   |
| PLUS         | Sí                         | No                          | Sí                                               | No                                       | Sí                                        | Sí                    | Sí                       | 15 MHz           | 1 MByte/S                   |
| BASE         | Sí                         | No                          | Sí                                               | No                                       | Sí                                        | Sí                    | Sí                       | 15 MHz           | 1 MByte/S                   |
| EDU          | Sí                         | No                          | Sí                                               | No                                       | Sí                                        | Sí                    | Sí                       | 15 MHz           | 1 MByte/S                   |
| Cortex-M     | Sí                         | No                          | Sí                                               | 19-pin 0.05"                             | Sí                                        | Sí                    | No                       | 25 MHz           | 3 MByte/S                   |
| ARM          | Sí                         | No                          | Sí                                               | 38-pin Mictor                            | Sí                                        | No                    | No                       | 12 MHz           | 1 MByte/S                   |